# Liste der Kantone im Département Loire-Atlantique
Das Département Loire-Atlantique liegt in der Region Pays de la Loire in Frankreich. Es untergliedert sich in vier Arrondissements mit 31 Kantonen (französisch cantons).
Siehe auch: Liste der Gemeinden im Département Loire-Atlantique

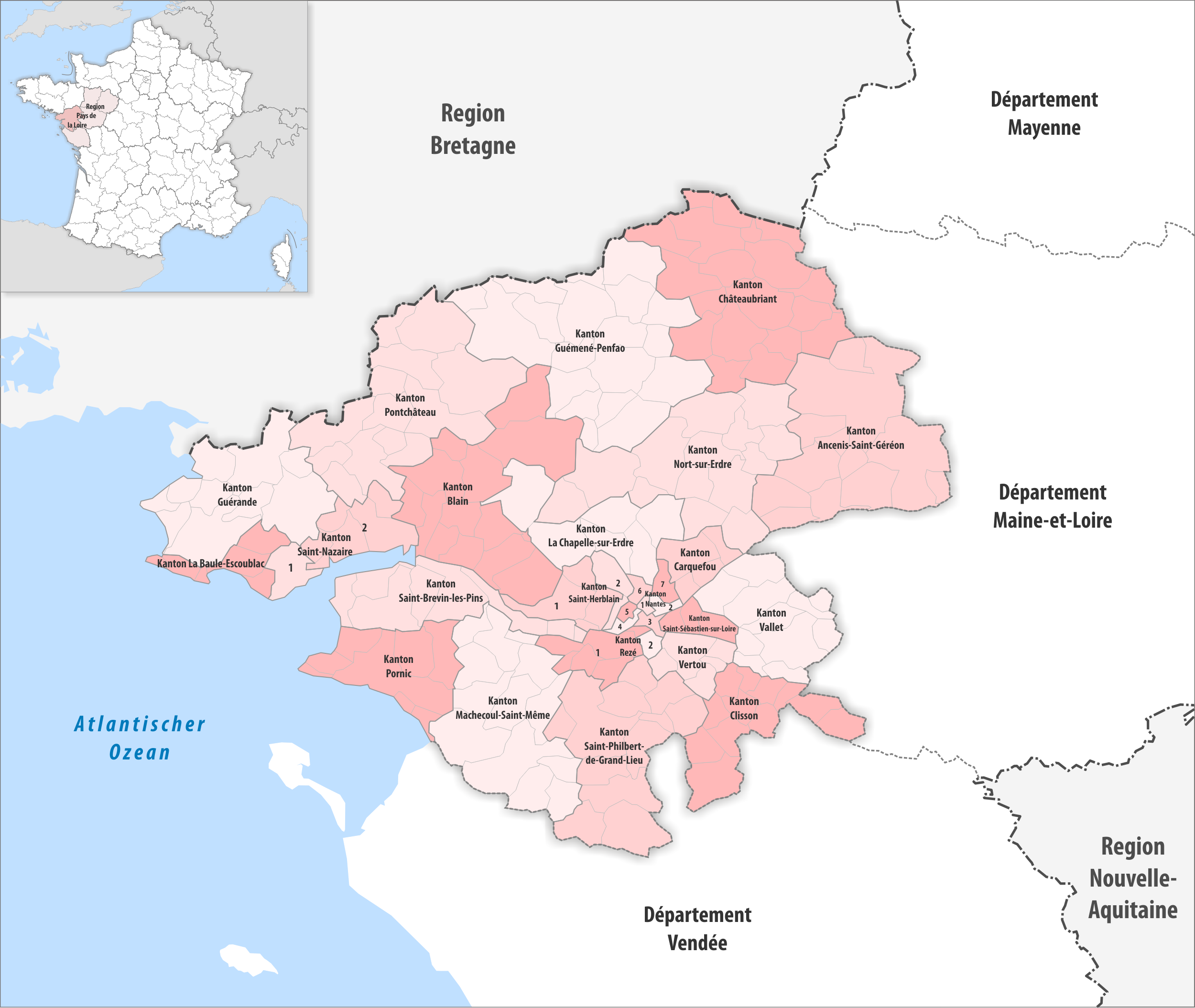
Gemeinden und Kantone im Département Loire-Atlantique

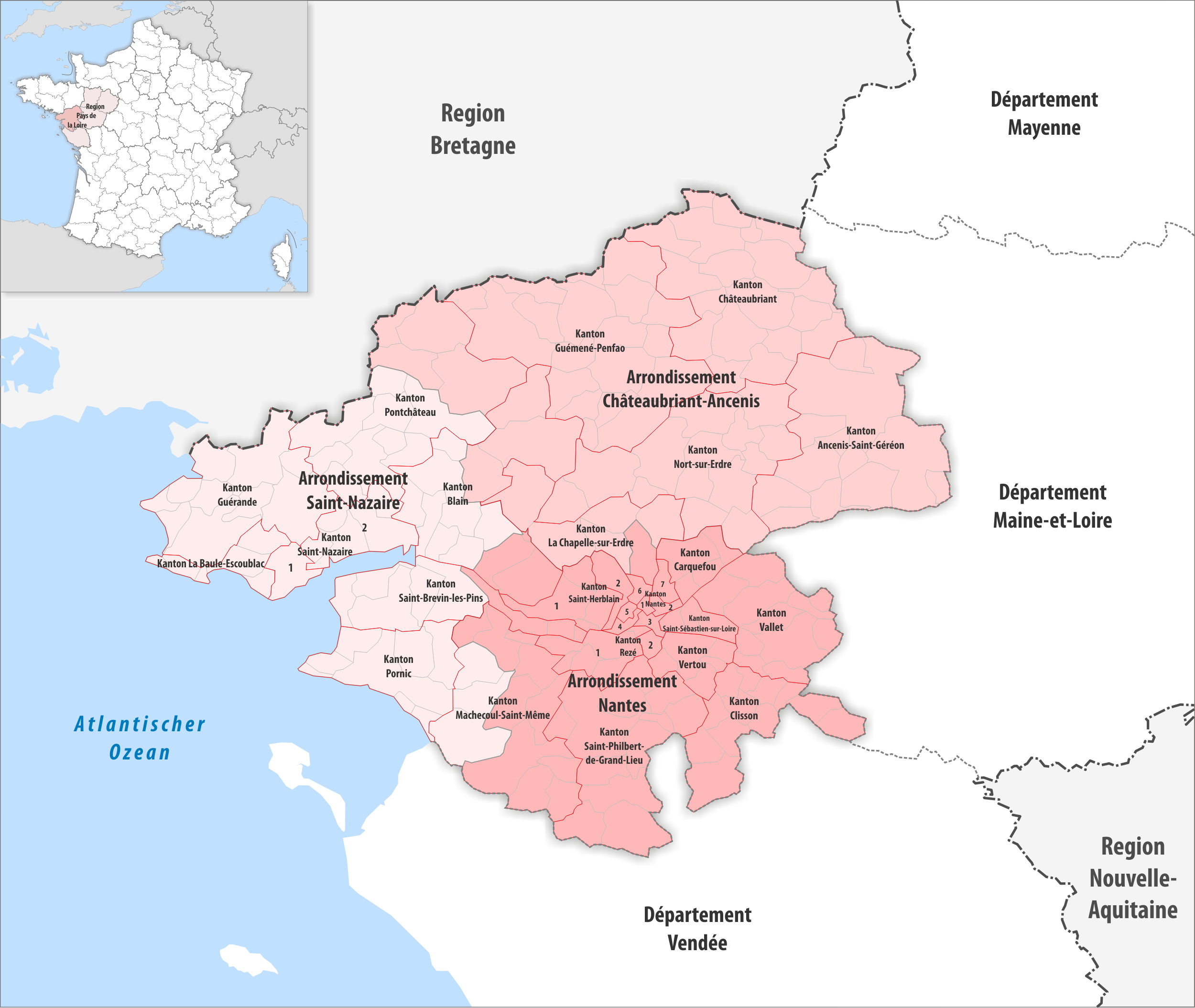
Gemeinden, Arrondissemente und Kantone im Département Loire-Atlantique

| Kanton                       | Gemeinden | Einwohner 1. Januar 2022 | Fläche km² | Dichte Einw./km² | Code INSEE | Arrondissement(e)                            |
| ---------------------------- | --------- | ------------------------ | ---------- | ---------------- | ---------- | -------------------------------------------- |
| Ancenis-Saint-Géréon         | 12        | 46.934                   | 594,45     | 79               | 4401       | Châteaubriant-Ancenis                        |
| La Baule-Escoublac           | 6         | 46.979                   | 77,73      | 604              | 4402       | Saint-Nazaire                                |
| Blain                        | 14        | 56.395                   | 509,18     | 111              | 4403       | Châteaubriant-Ancenis, Nantes, Saint-Nazaire |
| Carquefou                    | 4         | 51.111                   | 82,38      | 620              | 4404       | Nantes                                       |
| La Chapelle-sur-Erdre        | 6         | 55.749                   | 257,16     | 217              | 4405       | Châteaubriant-Ancenis, Nantes                |
| Châteaubriant                | 19        | 33.604                   | 621,30     | 54               | 4406       | Châteaubriant-Ancenis                        |
| Clisson                      | 12        | 42.057                   | 253,55     | 166              | 4407       | Nantes                                       |
| Guémené-Penfao               | 19        | 37.053                   | 726,29     | 51               | 4408       | Châteaubriant-Ancenis                        |
| Guérande                     | 10        | 52.078                   | 385,12     | 135              | 4409       | Saint-Nazaire                                |
| Machecoul-Saint-Même         | 12 1⁄2    | 42.279                   | 486,61     | 87               | 4410       | Nantes, Saint-Nazaire                        |
| Nantes-1                     | 1⁄7       | 43.745                   | 4,73       | 9.248            | 4411       | Nantes                                       |
| Nantes-2                     | 1⁄7       | 43.705                   | 9,73       | 4.492            | 4412       | Nantes                                       |
| Nantes-3                     | 1⁄7       | 56.536                   | 9,31       | 6.073            | 4413       | Nantes                                       |
| Nantes-4                     | 1⁄7       | 39.015                   | 8,27       | 4.718            | 4414       | Nantes                                       |
| Nantes-5                     | 1⁄7       | 42.627                   | 5,52       | 7.722            | 4415       | Nantes                                       |
| Nantes-6                     | 1⁄7       | 47.886                   | 10,41      | 4.600            | 4416       | Nantes                                       |
| Nantes-7                     | 1⁄7       | 51.556                   | 17,22      | 2.994            | 4417       | Nantes                                       |
| Nort-sur-Erdre               | 14        | 52.493                   | 541,55     | 97               | 4418       | Châteaubriant-Ancenis                        |
| Pontchâteau                  | 13        | 49.955                   | 574,17     | 87               | 4419       | Châteaubriant-Ancenis, Saint-Nazaire         |
| Pornic                       | 7 1⁄2     | 42.666                   | 236,14     | 181              | 4420       | Saint-Nazaire                                |
| Rezé-1                       | 5 1⁄2     | 42.634                   | 88,23      | 483              | 4421       | Nantes                                       |
| Rezé-2                       | 1⁄2       | 38.451                   | 10,62      | 3.621            | 4422       | Nantes                                       |
| Saint-Brevin-les-Pins        | 9         | 49.008                   | 243,17     | 202              | 4423       | Nantes, Saint-Nazaire                        |
| Saint-Herblain-1             | 3 1⁄2     | 62.063                   | 87,70      | 708              | 4424       | Nantes                                       |
| Saint-Herblain-2             | 1 ⁄2      | 53.086                   | 36,02      | 1.474            | 4425       | Nantes                                       |
| Saint-Nazaire-1              | 1⁄2       | 50.058                   | 40,72      | 1.229            | 4426       | Saint-Nazaire                                |
| Saint-Nazaire-2              | 5 1⁄2     | 53.231                   | 137,90     | 386              | 4427       | Saint-Nazaire                                |
| Saint-Philbert-de-Grand-Lieu | 12        | 51.951                   | 412,89     | 126              | 4428       | Nantes                                       |
| Saint-Sébastien-sur-Loire    | 3         | 43.982                   | 45,99      | 956              | 4429       | Nantes                                       |
| Vallet                       | 11        | 49.940                   | 276,17     | 181              | 4430       | Nantes                                       |
| Vertou                       | 5         | 44.329                   | 84,12      | 527              | 4431       | Nantes                                       |
| Département Loire-Atlantique | 207       | 1.473.156                | 6.874,35   | 214              | 44         | –                                            |

## Liste ehemaliger Kantone
Bis zum Neuzuschnitt der französischen Kantone im März 2015 war das Département Loire-Atlantique wie folgt in 59 Kantone unterteilt:
| Arrondissement | Kantone |
| -------------- | --- |
| Ancenis        | Ancenis, Ligné, Riaillé, Saint-Mars-la-Jaille, Varades |
| Châteaubriant  | Blain, Châteaubriant, Derval, Guémené-Penfao, Moisdon-la-Rivière, Nort-sur-Erdre, Nozay, Rougé, Saint-Julien-de-Vouvantes, Saint-Nicolas-de-Redon |
| Nantes         | Aigrefeuille-sur-Maine, Bouaye, Carquefou, La Chapelle-sur-Erdre, Clisson, Legé, Le Loroux-Bottereau, Machecoul, Nantes-1, Nantes-2, Nantes-3, Nantes-4, Nantes-5, Nantes-6, Nantes-7, Nantes-8, Nantes-9, Nantes-10, Nantes-11, Orvault, Le Pellerin, Rezé, Saint-Étienne-de-Montluc, Saint-Herblain-Est, Saint-Herblain-Ouest-Indre, Saint-Philbert-de-Grand-Lieu, Vallet, Vertou, Vertou-Vignoble |
| Saint-Nazaire  | La Baule-Escoublac, Bourgneuf-en-Retz, Le Croisic, Guérande, Herbignac, Montoir-de-Bretagne, Paimbœuf, Pontchâteau, Pornic, Saint-Gildas-des-Bois, Saint-Nazaire-Centre, Saint-Nazaire-Est, Saint-Nazaire-Ouest, Saint-Père-en-Retz, Savenay |